# Антишана (Лука)
Антишана је насеље у Италији у округу Лука, региону Тоскана.
Према процени из 2011. у насељу је живело 93 становника. Насеље се налази на надморској висини од 414 м.